# Kazár
Cet article possède des paronymes, voir Cazarre, Khazar et Quasar.
Kazár est un village et une commune du comitat de Nógrád en Hongrie.